# Malerweg
Le Malerweg, en français « sentier des peintres », est un sentier de randonnée d'Allemagne situé dans le massif gréseux de l'Elbe, non loin de la frontière tchèque, au sud-est de Dresde. Sur 112 kilomètres en boucle le long de l'Elbe au départ de Pirna, il traverse des paysages de collines. Il tient son nom du fait que de nombreux peintres comme Adrian Ludwig Richter ou Caspar David Friedrich y ont peint de nombreuses toiles, inspirés par les formations rocheuses de cette région à la géologie singulière. En 2007, il est élu « plus beau sentier de randonnée d'Allemagne ».

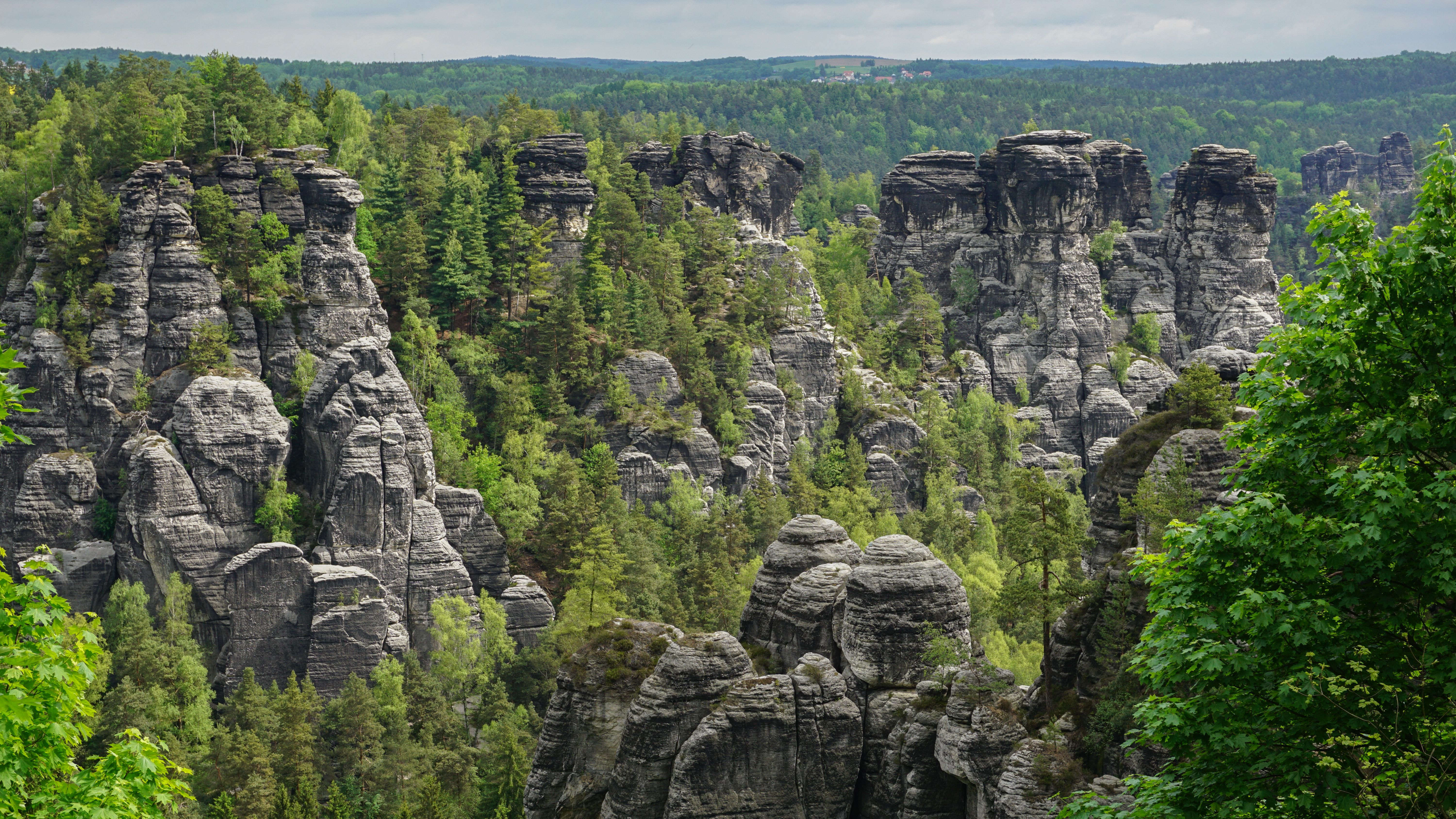
Vue de la Bastei depuis le pont.